# Kim Yong Taik
Kim Yong Taik (* 28. September 1948 in Imsil, Ch'ŏllabuk-do) ist ein südkoreanischer Lyriker.

## Leben
Kim Yong Taik wurde am 28. September 1948 in Imsil, Ch'ŏllabuk-do geboren. Offiziell debütierte er 1982, als acht seiner Gedichte in einer Anthologie berühmter Lyriker veröffentlicht wurden. 1985 erschien seine erste eigene Gedichtsammlung.
Der Ausgangspunkt von Kims Werken ist das, was in der Hektik des modernen Lebens in Vergessenheit gerät, das Land, ein Grashalm, der Geruch von Mutters Haaren. Seine liebevolle und feinfühlige Betrachtung des Alltags von Menschen, die auf dem Land leben, bot Stadtmenschen eine unverfälschte Darstellung des ländlichen Lebens. Die Vorzüge seiner Gedichte liegen in dem scharfen, kritischen Geist, der seine intimen Darstellungen Landlebens begleitet; die poetische Empfindsamkeit des Dichters wird von einer strengen Stimme der Kritik begleitet. In seinem Werk Auch wenn das Lied aus dem Rhythmus ist, schlagt die Trommeln weiter im Rhythmus (마당은 비뚤어졌어도 장구는 바로치자) zum Beispiel missbilligt Kim die Politiker in der Stadt und die Entscheidungsträger der Regierung, welche seiner Meinung nach Berichte über die Situation der Bauern verfälschten und verdrehten.
Seinem poetischen Unterfangen liegt der ehrliche Wunsch zugrunde, der ländlichen Gesellschaft Würde zu verleihen. Diese einfache Geste ist jedoch anfällig für Kritik. Sein Verlangen nach Gemeinschaft ist aufrichtige, und das fehlt den verschlungenen Theorien der Moderne. Der robuste und kritische Geist seiner Gedichte leitet sich ab von der Verwendung des Ch'ŏlla-Dialekts in poetischen Formen wie Kasa (가사), T'aryŏng (타령) und P'ansori (판소리). Die Kombination von Dialekt, Sprichwörtern und Redensarten verstärkt das ländliche Gefühl. Die Verwendung traditioneller Rhythmen ermöglicht es seiner Lyrik, Spannung, Wut und Gelächter zu erzeugen.

## Arbeiten

### Koreanisch

#### Gedichtsammlungen
- 섬진강 Der Fluss Sŏmjin. 1985, ISBN 89-364-2046-1.
- 맑은 날 Ein klarer Tag. 1986, ISBN 89-364-2056-9.
- 누이야 날이 저문다 Schwester, die Sonne geht unter! 1988.
- 꽃산 가는 길 Der Weg zum Blumenberg. 1988, ISBN 89-364-2070-4.
- 그리운 꽃편지 Geliebter Blumenbrief. 1989.
- 강같은 세월 Die Zeit fließt wie ein Fluss. 1995, ISBN 89-364-2130-1.
- 그 여자네 집 Das Haus der Frau. 1998.
- 나무 Baum. 2002, ISBN 89-364-2214-6.
- 연애시집 Gedichtsammlung für Liebende. 2002.
- 그래서 당신 Deswegen... 2006, ISBN 89-546-0135-9.
- 키스를 원하지 않는 입술 Die Lippen, die nicht geküsst werden wollen. 2013, ISBN 978-89-364-2360-5.

#### Gedichte
- 사람들은 왜 모를까 Warum wohl wissen es die Menschen nicht?

#### Kindergedichtsammlungen
- 콩, 너는 죽었다 K'ong, du bist tot! 1998, ISBN 89-392-0339-9.

#### Prosasammlungen
- 섬진강을 따라가며 보라 Entlang dem Sŏmjin Fluss.
- 그리운 것들은 산 뒤에 있다 Die Dinge, die man vermisst, sind hinter dem Berg.

#### Kinderromane
- 옥이야 진메야 Ok oder Chinme.

## Auszeichnungen
- 1986: 김수영문학상 (Kim Su-yŏng Literaturpreis)
- 1997: 소월시문학상 (Sowŏl Lyrik Literaturpreis)
- 2002: 소충사선문화상 (Soch'ung Sasŏn Kulturpreis)
- 2012: 윤동주 문학대상 (Yun Tong-ju Literaturpreis)